# Bizarre Creations
Pour les articles homonymes, voir Raising Hell (homonymie).
Bizarre Creations était une société de développement de jeu vidéo ayant débuté sous ce nom en 1994 basée à Liverpool, en Angleterre. La compagnie était connue pour certains jeux vidéo ayant reçu un bon accueil de la part du public comme Formula 1, Metropolis Street Racer sur Dreamcast ou la série des Project Gotham Racing sur Xbox et Xbox 360.

## Histoire
Bizarre Creations est né du renommage de la société Raising Hell Software, un studio de développement de jeux vidéo fondé en 1988 par Martyn Chudley. Sega fait alors pression afin de supprimer le terme « Hell » (« Enfer » en français) ; à la suite de cela, la compagnie ne porte plus de nom durant un certain temps. En 1994, une demande de la part de Psygnosis impose à Bizarre la recherche d'un nouveau nom. Le fondateur donne dans un premier temps le nom « Weird Concepts » dans la documentation fournie à Psygnosis. Plus tard, un membre de l'équipe utilise le dictionnaire de synonymes de Microsoft Word sur le nom et « Bizarre Creations » est la proposition qui est conservée.
L'équipe de Bizarre Creations débute avec cinq personnes travaillant sur un projet conceptuel du nom de Slaughter. Après avoir vu la démonstration, Psygnosis accepte directement de signer avec eux afin de développer Formula 1 sur PlayStation. Ce dernier devient le jeu le plus vendu en Europe en 1996.
L'entreprise a été rachetée par Activision en 2007. En 2010, à la suite des ventes mitigées de Blur et de Blood Stone 007, Activision suggère une éventuelle vente ou fermeture du studio.
Bizarre Creations ferme définitivement ses portes le vendredi 18 février 2011. De nombreux développeurs du studio se sont réunis par la suite pour créer un nouveau studio appelé Lucid Games.

## Jeux
| Titre                                                  | Plate-forme                      | Année      |
| ------------------------------------------------------ | -------------------------------- | ---------- |
| Combat Crazy                                           | Commodore 64                     | 1988       |
| The Killing Game Show (alias Fatal Rewind)             | Amiga, Atari ST, Mega Drive      | 1990, 1991 |
| Wiz 'n' Liz                                            | Mega Drive, Amiga                | 1992       |
| Formula 1                                              | PlayStation, Windows             | 1996       |
| Formula 1 97 (alias Formula One: Championship Edition) | PlayStation, Windows             | 1997       |
| Fur Fighters                                           | Dreamcast, Windows               | 2000       |
| Metropolis Street Racer                                | Dreamcast                        | 2000       |
| Fur Fighters: Viggo's Revenge                          | PlayStation 2                    | 2001       |
| Project Gotham Racing                                  | Xbox                             | 2001       |
| La Planète au trésor                                   | Game Boy Advance, PlayStation 2  | 2002, 2003 |
| Project Gotham Racing 2                                | Xbox                             | 2003       |
| Project Gotham Racing 3                                | Xbox 360                         | 2005       |
| Geometry Wars: Retro Evolved                           | Xbox Live Arcade, Windows        | 2005, 2007 |
| Geometry Wars: Galaxies                                | Nintendo DS, Wii                 | 2007       |
| Project Gotham Racing 4                                | Xbox 360                         | 2007       |
| The Club                                               | PlayStation 3, Xbox 360, Windows | 2008       |
| Geometry Wars: Retro Evolved 2                         | Xbox Live Arcade                 | 2008       |
| Blur                                                   | PlayStation 3, Xbox 360, Windows | 2010       |
| Blood Stone 007                                        | PlayStation 3, Xbox 360, Windows | 2010       |